# Капе, Мари-Габриэль
Мари-Габриэль Капе́ (фр. Marie-Gabrielle Capet; 6 сентября 1761, Лион — 1 ноября 1818, Париж) — французская художница, ученица Аделаиды Лабиль-Гийяр. Известна в первую очередь как портретистка, работавшая в жанре миниатюры.

## Биография и творчество
Мари-Габриэль Капе родилась 6 сентября 1761 года в Лионе. Семья была небогатой; в её свидетельстве о рождении записано, что отец — домашний слуга. Неизвестно, каким образом ей удалось попасть в столицу и начать обучение живописи. Возможно, она каким-то образом проявила способности к искусству, и нашёлся меценат, готовый оплатить её обучение.
В Париже Мари-Габриэль поступила в обучение к известной художнице того времени Аделаиде Лабий-Гийяр. С 1782 года и до самой смерти Лабий-Гийяр в 1803 году Мари-Габриэль Капе жила у неё и заботилась о ней во время её тяжёлой предсмертной болезни. Лабий-Гийяр, в свою очередь, написала портрет подруги и изобразила её на своём знаменитом автопортрете 1785 года. Капе на всю жизнь сохранила преданность учительнице, несмотря на то, что, даже сумев создать собственную карьеру, всё же оставалась в её тени.

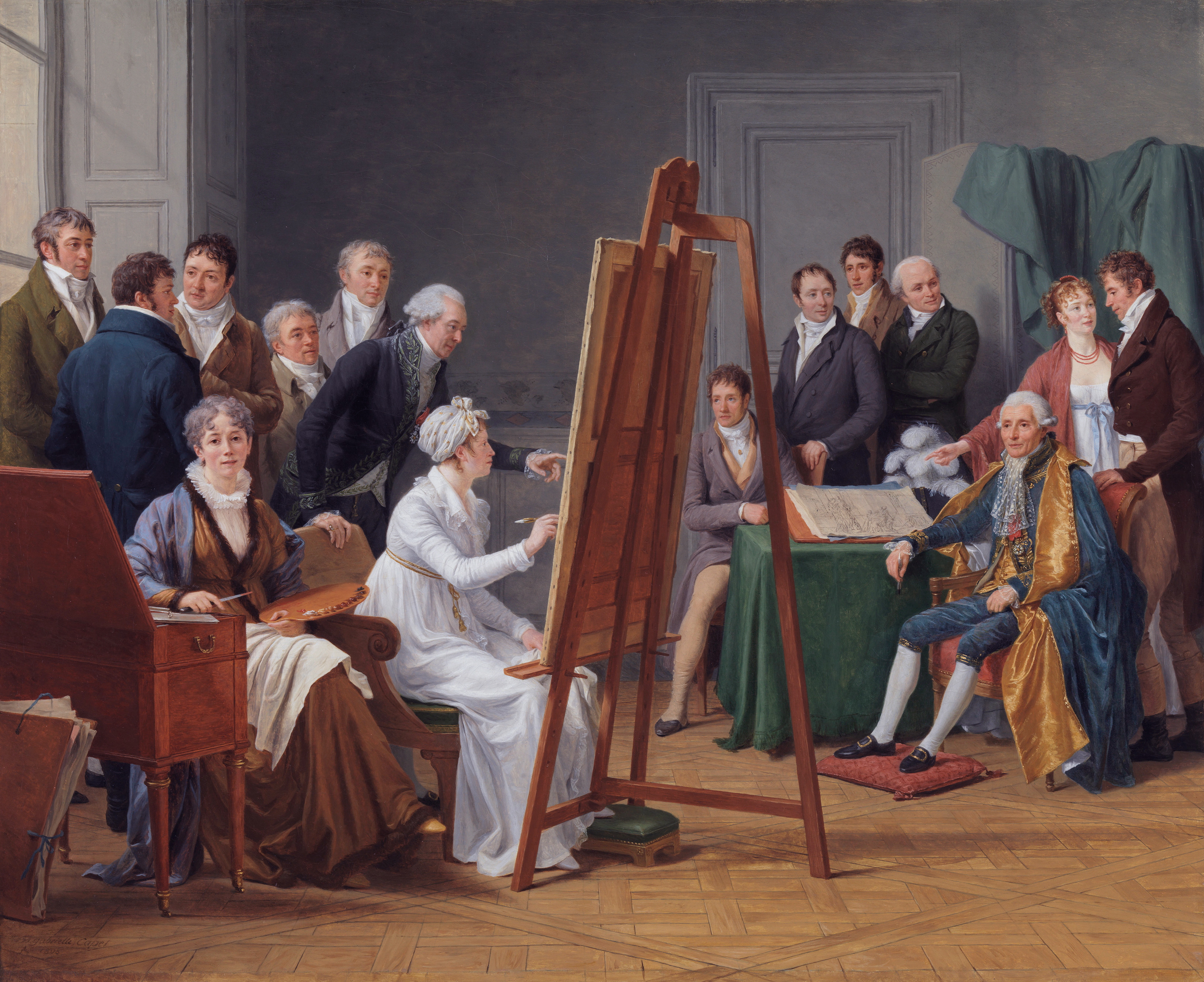
В мастерской (Аделаида Лабий-Гийяр пишет портрет Жозефа-Мари Вьена). 1804

В начале своего творческого пути Капе писала портреты пастелью, акварелью и маслом, но затем стала специализироваться на портретной миниатюре: возможно, для того, чтобы обрести самобытность и избежать соперничества с Лабий-Гийяр. Свои работы она впервые выставила в 1781 году на выставке молодых художников (фр. Exposition de la Jeunesse). Тогда же, в 1781 году, Капе получила заказы на портреты принцесс. Но когда ей сказали, что она может быть принята в Королевскую Академию, если найдёт спонсора, Капе отказалась, заявив, что сами её работы должны в достаточной степени говорить за неё. Однако позднее она всё же стала членом Академии, написав в качестве обязательной работы пастельный портрет скульптора Огюстена Пажу.
Когда, с 1791 года, официальный Салон стал доступен для женщин (во многом благодаря усилиям Лабий-Гийяр), Капе была в числе первых женщин, выставивших там свои работы. Она продолжала регулярно выставляться в Салоне вплоть до 1814 года.
Мари-Габриэль Капе умерла 1 ноября 1818 года в Париже. Она похоронена на кладбище Пер-Лашез.
В общей сложности Капе создала около 150 работ, но поскольку в большинстве своём это были миниатюры, они не привлекали широкого внимания (жанр вообще ценился невысоко), и после смерти художница оказалась забытой. В настоящее время её работы находятся преимущественно в частных коллекциях; часть хранится в музеях Франции.